# خائیمه رسالس
خائیمه رُسالِس (اسپانیایی: Jaime Rosales‎) کارگردان فیلم اهل اسپانیا است.
از فیلم‌هایی که وی در آن‌ها نقش داشته است، می‌توان به انزوا، پترا، رؤیا و سکوت و گل‌های وحشی اشاره نمود.